# Барковская, Оксана Вадимовна
Оксана Вадимовна Барковская (род. 14 октября 1973, Корсаков, СССР) — российская тележурналистка, режиссёр-документалист, продюсер, общественный деятель. С января 2013 года — генеральный продюсер телекомпании «Формат ТВ» — производителя документальных телепрограмм для канала «РЕН ТВ». Академик Академии Российского Телевидения, член Национальной Ассоциации Телерадиовещателей России, академик Евразийской Академии телевидения и радио.

## Биография
Оксана Вадимовна Барковская родилась 14 октября 1973 года.
В 1995 году окончила Софийский Университет по специальности «Славянская филология».
В качестве политического и экономического обозревателя работала в ряде периодических изданий Восточной Европы (Болгария, Югославия, Польша, Молдова, Украина).
В 1996 году была награждена специальной премией Организации Объединённых Наций как независимый журналист.
С 1997 по 1998 год — корреспондент программы «Доброе утро» Дирекции утреннего телеканала ЗАО «ОРТ».
С 1998 года — обозреватель программы «Военная тайна» (РЕН ТВ), куда пришла по рекомендации брата. Там же познакомилась с Игорем Прокопенко.
С 2002 года — продюсер и главный редактор Дирекции документальных и общественно-политических проектов телекомпании «РЕН ТВ».
С 2006 по 2009 год — руководитель и ведущая программы «Частные истории» (РЕН ТВ).
C 2009 по 2011 год — руководитель Дирекции документального кино ТРК «Петербург — Пятый канал».
С 2011 года — главный редактор телекомпании «Формат ТВ».
С 2013 года — генеральный продюсер телекомпании «Формат ТВ».

## Семья
Отец — военный, советник ставки Варшавского договора
Бабушка — Мария Григорьевна Барковская (1915—?), геолог, доктор геолого-минералогических наук (1988). В 1933 году окончила Ленинградский государственный университет, в 1934—1950 годах работала во Всесоюзном нефтяном геологоразведочном институте. С 1950 года работала в Институте океанологии РАН.
Старший брат — Андрей Барковский (р. 1962), руководитель пресс-службы Департамента развития новых территорий г. Москвы, в прошлом — пресс-секретарь губернатора Московской области Бориса Громова.
Муж (с 1999 года) — Игорь Прокопенко, имеют двух детей Елизавету и Игоря. Есть дочь Евгения от первого брака, которая училась на факультете журналистики и работала вместе с родителями.

## Фильмография
| Год  |   | Жанр                               | Название                                              | Деятельность                         |
| ---- | - | ---------------------------------- | ----------------------------------------------------- | ------------------------------------ |
| 2000 | с | Документальный                     | «Голоса из безмолвия. Женщины в разведке»             | Автор сценария                       |
| 2000 | ф | Документальный                     | «Украденная бомба»                                    | Режиссёр, автор сценария             |
| 2000 | ф | Документальный                     | «Лестница в небо»                                     | Автор сценария                       |
| 2001 | ф | Документальный                     | «Секты»                                               | Автор сценария                       |
| 2001 | ф | Документальный                     | «Приговор приведён в исполнение»                      | Режиссёр, автор сценария             |
| 2001 | ф | Документальный                     | «Русский Титаник»                                     | Режиссёр, автор сценария             |
| 2002 | ф | Документальный                     | «Русская Атлантида, или исповедь человека без Родины» | Автор сценария                       |
| 2002 | ф | Документальный                     | «Хроника мирового терроризма»                         | Автор сценария                       |
| 2003 | ф | Документальный                     | «Дневник Беглеца»                                     | Автор сценария                       |
| 2003 | ф | Документальный                     | «Анри и Анита»                                        | Режиссёр, автор сценария             |
| 2004 | ф | Документальный                     | «Норд-Ост: 11-й ряд, или Дневник с того света»)       | Режиссёр, автор сценария             |
| 2004 | с | Документальный                     | «Чеченский капкан»                                    | Продюсер, автор сценария             |
| 2004 | с | Документальный                     | «По обе стороны Победы»                               | Продюсер, автор сценария             |
| 2005 | ф | Документальный                     | «Последний звонок Беслана»                            | Автор сценария                       |
| 2005 | с | Документальный, криминал, детектив | «Криминальные игры»                                   | Автор сценария                       |
| 2006 | ф | Документальный                     | «Девочки. Обыкновенная мечта»                         | Режиссёр, автор сценария             |
| 2006 | ф | Документальный, биография          | «Луч смерти. Никола Тесла»                            | Исполнительный продюсер              |
| 2007 | ф | Документальный                     | «Формула успеха»                                      | Автор сценария                       |
| 2007 | ф | Документальный                     | «Любка. Любушка. Мамуля»                              | Режиссёр, автор сценария             |
| 2008 | ф | Документальный, биография          | «Доктор Лиза. Очень хочется жить»                     | Продюсер                             |
| 2008 | ф | Документальный                     | «Продавец крови»                                      | Продюсер                             |
| 2009 | с | Документальный                     | «Кровавый развод»                                     |                                      |
| 2009 | ф | Документальный                     | «Немного смерти… Немного любви…»                      | Режиссёр, автор сценария             |
| 2010 | ф | Документальный                     | «Союз бывших»                                         | Автор сценария                       |
| 2011 | ф | Документальный                     | «Монолог. Маша Гайдар»                                | Автор сценария                       |
| 2011 | ф | Документальный                     | «Монолог. Галина Вишневская»                          | Автор сценария                       |
| 2020 | с | Драма                              | «Новенький»                                           | Режиссёр, автор сценария, продюсер   |
| 2021 | с | Психологический триллер            | «Система»                                             | Автор идеи, автор сценария, продюсер |

## Награды и премии
- Лауреат премии ООН за «независимость в профессии»
- Лауреат премии Службы внешней разведки России 2001 года за создание телевизионного документального сериала о женщинах-разведчицах «Голоса из безмолвия. Женщины в разведке».
- Лауреат премии Союза журналистов России «Золотое перо»
- Неоднократный победитель многих российских и международных фестивалей. Главный приз в номинации «Лучший телевизионный короткометражный документальный фильм» за фильм «Норд-Ост, 11 ряд или Дневник с того света» на 47-м Мировом кинофестивале «Золотые ворота» (Golden Gate Award) в Сан-Франциско, США (2004 год)[14].
- Обладатель шести наград Конкурса ТЭФИ:
  - 2000 год — в номинации «Журналистское расследование» за фильм «Лихорадка Эбола — тайна вируса смерти»; ** 2003 год — в номинации «Журналистское расследование» за фильм «Дневник беглеца»;
  - 2005 год — в номинации «Телевизионный документальный сериал» за документальный фильм «Чеченский капкан. Штурм»;
  - 2007 год — в номинации «Телевизионный документальный сериал» за документальный фильм «Пленные и забытые»;
  - 2008 год — в номинации Телевизионный документальный фильм за работу над проектом «Продавец крови».
  - 2009 год — в номинации Телевизионный документальный фильм за работу над проектом «Доктор Лиза».